# آرتور فارول (بازیکن فوتبال)
آرتور فارول (انگلیسی: Arthur Farwell؛ – دسامبر ۱۹۴۰) بازیکن فوتبال اهل بریتانیا بود.
از باشگاه‌هایی که در آن بازی کرده‌است می‌توان به باشگاه فوتبال ساوت‌همپتون اشاره کرد.